# Deutsche Ornithologische Gesellschaft
Die Deutsche Ornithologische Gesellschaft e. V. (DOG) (bis September 2024 Deutsche Ornithologen-Gesellschaft e. V.) ist eine wissenschaftliche Fachgesellschaft zur Förderung der Vogelkunde. Sie wurde im Jahr 1850 gegründet und hat die Rechtsform eines gemeinnützigen eingetragenen Vereins.

## Geschichte
Die DOG wurde im Oktober 1850 unter Johann Friedrich Naumann, Eduard Baldamus (1812–1893) und Eugen Ferdinand von Homeyer in Leipzig gegründet. Sie ging aus der 1845 entstandenen Ornithologischen Sektion innerhalb der Gesellschaft Deutscher Naturforscher und Ärzte hervor. Das erste Jahrzehnt ihres Bestehens war von Streitigkeiten zwischen Eduard Baldamus und Jean Louis Cabanis überschattet. Beide beanspruchten für ihre Zeitschriften Naumannia (Herausgeber: Baldamus) und Journal für Ornithologie (Herausgeber: Cabanis) den Titel eines offiziellen Organs der Vereinigung. Der Streit gipfelte 1867 in der von Cabanis initiierten Gründung eines zweiten Vereins mit dem Namen Deutsche Ornithologische Gesellschaft. Zwischen 1870 und 1874 (ein Präsident dieser Übergangszeit war Ferdinand von Droste zu Hülshoff) glätteten sich die Wogen und beide Gesellschaften vereinigen sich im Mai 1875 in Braunschweig zur Allgemeinen Deutschen Ornithologischen Gesellschaft. Präsident wurde jetzt E. F. von Homeyer, der beiden Vereinen angehört hatte. Diese Gesellschaft war bis 1944 aktiv. Zu den Ehrenmitgliedern der Gesellschaft gehörte der Zoologe Ernst Schäfer.
1949 trafen sich Mitglieder der DOG und verabredeten, die seit fünf Jahren ruhenden Geschäfte der Gesellschaft wieder aufzunehmen. Da dies im sowjetisch besetzten Ost-Berlin nur unter großen Schwierigkeiten möglich erschien, entschloss man sich in Freiburg i. Br. zu einer Neugründung unter dem ursprünglichen Namen Deutsche Ornithologen-Gesellschaft DO-G und verlegte den Sitz der Gesellschaft 1961 von Ost-Berlin nach Radolfzell an den Bodensee. Die neue Satzung sah weder eine formelle Nachfolge der Allgemeinen Deutschen Ornithologischen Gesellschaft vor, noch war eine Fusion rechtlich möglich. Aus diesem Grund bestehen beide Gesellschaften mit identischen Vorständen und Organen bis heute fort. Bei einer Festveranstaltung im Jahr 2000 in Leipzig erinnerten die deutschen Ornithologen deshalb sowohl an das 150-jährige Bestehen ihrer wissenschaftlichen Gesellschaft als auch den 50. Jahrestag ihrer Neugründung (1950) sowie das 125. Jubiläum der Deutschen Ornithologischen Gesellschaft.
Auf der Mitgliedsversammlung am 20. September 2024 wurde die Umbenennung von Deutsche Ornithologen-Gesellschaft in Deutsche Ornithologische Gesellschaft beschlossen.
Präsidenten
In den Gründerjahren bestand der Vorstand aus einem 5–7-köpfigen Gremium. Alle Mitglieder des Vorstands hatten grundsätzlich die gleichen Rechte wie der gewählte Vorsitzende. Für die ersten Jahresversammlungen wurde noch ein eigener Vorsitzender der Tagung gewählt.
- 1850–1857 Johann Friedrich Naumann
- 1850–1867 Eduard Baldamus
- 1867–1868 Bernard Altum
- 1868–1874 Ferdinand von Droste zu Hülshoff
- 1874 Wilhelm Blasius
- 1875 Rudolf Blasius

1. Vorsitzender (Präsident) seit:
- 1876–1883 Eugen Ferdinand von Homeyer
- 1883–1890 Gustav Hartlaub
- 1890–1891 Friedrich Kutter
- 1893–1901 Bernard Altum
- 1901–1907 Rudolf Blasius
- 1907–1921 Herman Schalow
- 1921–1926 Friedrich von Lucanus
- 1926–1936 Oskar Heinroth

Seit der Neugründung im Jahr 1949 hatte die DOG folgende Präsidenten:
- 1949–1967: Erwin Stresemann
- 1968–1973: Günther Niethammer
- 1974–1982: Klaus Immelmann
- 1983–1985: Peter Berthold
- 1986–1991: Klaus Schmidt-Koenig
- 1992–1997: Wolfgang Wiltschko
- 1998–2001: Roland Prinzinger
- 2001–2012: Franz Bairlein
- 2013–2017: Stefan Garthe
- 2018–2024: Wolfgang Fiedler
- seit 2025: Dorit Visbeck-Liebers

## Zeitschriften
Die DOG gibt zwei Zeitschriften heraus. Hauptorgan ist das Journal of Ornithology, bis zum Jahr 2003 (bis Band 144) unter dem deutschsprachigen Titel Journal für Ornithologie. Es wurde 1853 gegründet und ist weltweit die älteste noch existierende ornithologische Fachzeitschrift.
Zusammen mit dem Institut für Vogelforschung „Vogelwarte Helgoland“ in Wilhelmshaven, der vormaligen „Vogelwarte Radolfzell“ (mittlerweile zum Max-Planck-Institut für Verhaltensbiologie) in Radolfzell, der „Vogelwarte Hiddensee“ an der Universität Greifswald und der „Beringungszentrale Hiddensee“ gibt die DOG außerdem die Zeitschrift Vogelwarte (Fortsetzung von Der Vogelzug, gegründet 1930) heraus.

## Tagungen
Die DOG richtet jedes Jahr eine Jahrestagung an unterschiedlichen Universitäten aus. Sie ist die wichtigste Jahrestagung für Ornithologie im deutschsprachigen Raum. Seit 2010 richtet sie auch eine kleine Nachwuchs-Jahrestagung aus, um die DOG für junge Ornithologen attraktiver zu machen.

## Preise und Förderungen
Die Deutsche Ornithologische Gesellschaft vergibt regelmäßig sowohl Förderpreise zur Finanzierung von Forschungsprojekten als auch Auszeichnungen für herausragende wissenschaftliche Arbeiten:
- Erwin-Stresemann-Förderung
- Ornithologen-Preis
- Werner-Sunkel-Förderpreis
- Preis der Horst-Wiehe-Stiftung
- Hans-Löhrl-Preis
- Maria-Koepcke-Preis
- Förderpreis des AULA-Verlages

## Vernetzung
Die Deutsche Ornithologische Gesellschaft ist Initiatorin der Gründung des Dachverbandes Deutscher Avifaunisten. Sie ist, nicht zuletzt über ihre Projektgruppen, mit zahlreichen deutschen und internationalen Forschungsinstitutionen und Naturschutzorganisationen eng verbunden.